# Треугольник Петрова
|   | a  | b  | c              | d               | e              | f  | g  | h  |   |  |
| 8 | a8 | b8 | c8             | d8 чёрная дамка | e8             | f8 | g8 | h8 | 8 |  |
| 7 | a7 | b7 | c7             | d7              | e7             | f7 | g7 | h7 | 7 |  |
| 6 | a6 | b6 | c6             | d6 белая дамка  | e6             | f6 | g6 | h6 | 6 |  |
| 5 | a5 | b5 | c5             | d5              | e5             | f5 | g5 | h5 | 5 |  |
| 4 | a4 | b4 | c4             | d4              | e4             | f4 | g4 | h4 | 4 |  |
| 3 | a3 | b3 | c3 белая дамка | d3              | e3 белая дамка | f3 | g3 | h3 | 3 |  |
| 2 | a2 | b2 | c2             | d2              | e2             | f2 | g2 | h2 | 2 |  |
| 1 | a1 | b1 | c1             | d1              | e1             | f1 | g1 | h1 | 1 |  |
|   | a  | b  | c              | d               | e              | f  | g  | h  |   |  |

Треугольник Петрова — традиционное название способа выигрыша в эндшпиле тремя дамками, владеющими большой дорогой, против одинокой дамки в русских шашках. Дано в честь знаменитого шашиста Александра Дмитриевича Петрова. Этот способ позволяет поймать одинокую дамку не позже тринадцатого хода. За рубежом носит название «способ Монтеро», «классический метод», в Испании и Португалии «Pé de Galo» — нога петуха.
Знание способа обязательно для квалифицированных шашистов юношеских разрядов.
Характерной чертой способа является постепенное занятие диагоналей. В этом способе занятие двойников происходит агрессивным способом через угловые поля. Для занятия тройников применяется базовый крюк треугольника Петрова. 
В русских  и бразильских шашках способ приносит победу трём дамкам, а в испанских, португальских, ямайских шашках и пул чекерсе существуют позиции, в которых способ не позволяет поймать одинокую дамку за двенадцать ходов.

## История
Первая сохранившаяся публикация способа была в книге Педро Руиз Монтеро «Libro del juego de las damas vulgarmente nombrado el marro.» в 1591 году. Существует гипотеза, что Известно, что Монтеро применял в практике указанный способ выигрыша за шесть лет до выхода книги. 
В России способ впервые опубликовал А. Д. Петров в книге «Руководство к основательному познанию шашечной игры» в 1827 году. Мастер А. Колесников указал, что выигрышная стратегия, показанная А. Д. Петровым в окончании, где участвуют белые дамки a1, b2, c3 и чёрная дамка b8, приводится в книге Монтеро и, следовательно, была им заимствована из испанских шашек.. Но позиция Петрова белые дамки a1, c1, e1 чёрная дамка f8, а не белые дамки a1, b2, c3 чёрная дамка b8. Похожая позиция, белые дамки a1, c1, e1 чёрная дамка c7 есть у Хуана Тимонеды в книге 1635 года (по гипотезе это копия книги Антона Торквемады 1547 года). Петров первым в мире ввёл правила построения позиции треугольника. В Испании аналогичные правила ввёл в 1904 году доктор Сабатер.

Когда в конце игры у одного игрока останется одна доведь на большой линии, а у другого три доведи, тогда тремя доведями нельзя поймать. […]

Но если большая линия занята тремя доведями, то можно поймать. Многие игроки до сих пор полагают, что с тремя нельзя выиграть, а если и случается выигрывать, то большею частью от ошибки того игрока, у которого одна доведь, и что при внимательном соображении каждого хода противника, можно избежать проигрыша. Но сие совершенно несправедливо. Напротив я утверждаю (как и из представленных примеров можно видеть) что какой бы игрок ни был, с 12 ходов и менее, позволяя ему переменять ходы, принуждён будет проиграть не от нечаянной ошибки, но единственно от невозможности избежать проигрыша. Для сего надлежит наблюдать следующее правило: во-первых должно, оставя одну доведь на большой линии, двумя другими занять две средние линии: 5—32 [a7—g1] и 1—28 [b8—h2] и поставить их на клетки 23 и 19[e3 и f4]; потом доведью, которая осталась на большой линии, ступить на клетку 22 или 11 [c3 или f6], чрез это противная доведь принуждена будет сойти с линии 3—21 [f8—a3] и ступить на боковую клетку, откуда будет иметь одни только крайние линии: 13 — 2 — 20 — 31 — 13 [a5 — d8 — h4 — e1 — a5]; тогда которою нибудь из двух шашек, стоящих на средних линиях 23 и 19 [е3 или f4], ступить на линию 3—21 [f8—a3], и сделать из трёх доведей трёхугольник таким образом, что бы доведь, составляющая острый угол трёхугольника, была в головах противной доведи; тогда с трёх ходов пойман.— Руководство к основательному познанию шашечной игры. — СПб., 1827. — С. 32—38.
Название способу дано по характерному геометрическому рисунку выигрышной позиции, также называющейся треугольник Петрова. Поскольку доска симметрична относительно большой дороги и диагонали a8-h1, то одиночка может находится на полях a5, d8, e1 и h4. Треугольником называл такое расположение сам А. Д. Петров.

## Построение

### Используемые термины
Большая дорога
Диагональ a1-h8.
Двойники
Диагонали a7-g1 и b8-h2.
Тройники
Диагонали a3-f8 и c1-h6.
Косяк
Диагонали a5-d8, a5-e1, d8-h4 и e1-h4.
Ключевые поля
Поля пересечения двойников с тройниками — поля c5, d6, e3 и f4.

### Требования треугольника Петрова
Для выигрыша за 15 ходов необходимо занять второй двойник:
- Дамка на большой дороге находится на поле a1 или h8 — не позже 8-го хода;
- Дамка на большой дороге находится на поле d4 или e5 — не позже 7-го хода.

### Алгоритм построения треугольника
1. Занятие двойников;
2. Занятие тройников. Построение крюка треугольника Петрова;
3. Построение окончательной позиции;
4. Ловля одиночки.

### Дамка на большой дороге на поле a1 или h8

#### Занятие двойников
Для демонстрации алгоритма построения используем позицию автора, Педро Руиза Монтеро, приведённую в его книге.

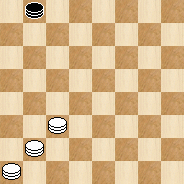
Позиция Монтеро

Первым ходом занимаем дамкой свободный двойник 1.c3-d4. Чёрная дамка пока может совершать произвольные ходы, например, 1… b8-h2. Занимаем угол двойника 2.d4-g1 h2-b8. Для занятия 2-го двойника необходимо поставить 3-ю дамку белых на тот же двойник 3.b2-d4. Дамки готовы 4-м ходом завладеть 2-м двойником. Если же 2-я дамка белых не на ключевом поле, то чёрные могут также перейти на тройник — белые потратят три хода для постановки обоих дамок на смежные ключевые поля, займут ли чёрные угол двойника или нет. Если 2-я дамка белых находится на ключевом поле, то одиночка должна не допустить дамку на поле h2, играя 3… b8-h2, иначе они проиграют на ход быстрее. Дамки должны сделать выжидательный ход. Его можно сделать тремя способами.
1. Нет дамки на ключевом поле — 3-я дамка занимает ключевое поле;
2. 3-я дамка уже занимает ключевое поле, например, c5 — она переходит на другое ключевое поле, в данном случае на e3;
3. 3-я дамка уже занимает ключевое поле, 1-я дамка переходит в другой угол большой дороги, например, с поля a1 на поле h8.

В нашем случае дамки занимают ключевое поле, например, 4.d4-c5. После этого одиночка должна перейти на тройник ходом 4… h2-f4. Дамки занимают 2-й двойник — 5.g1-h2.

#### Занятие тройников
Независимо от ответа одиночки дамки ставят 2-ю дамку рядом с 3-й на соседнее ключевое поле, в данном случае 6.h2-d6. После этого у одиночки остаются два безопасных поля на тройнике — d2 и g5. 
7-й ход дамок зависит от положения одиночки.

#### Одиночка находится на тройнике
В этом случае одиночка не может находится на поле c1 из-за 7.a1-b2 c1:a3 8.d6-f8 и она гибнет. Аналогично дамки выигрывают, если одиночка на поле h6 — 7.a1-g7 h6:f8 8.c5-a3 и одиночка гибнет. Остаётся два безопасных поля d2 и g5, на одном из которых находится одиночка. Задача дамок отобрать у одиночки второе поле, тем самым вынудив её покинуть тройник. Для этого дамки строят крюк треугольника Петрова ходом 7.a1-c3, если одиночка на поле g5 или 7.a1-f6, если одиночка на поле d2. Оба положения полностью симметричны, поэтому далее рассмотрим только положение с одиночкой на поле g5. Дамки делают ход 7.a1-c3.

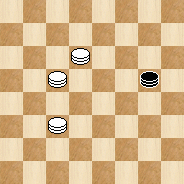
Крюк треугольника Петрова

Одиночка вынуждена покинуть тройник, поскольку ходы в угол тройника проигрывают тем же способом — 7… g5-c1 8.c3-b2 и 9.d6-f8x или 7… g5-h6 8.c3-g7 и 9.c5-a3x.

#### Одиночка уходит на косяк
Если одиночка уходит на косяк, например на поле d8 ходом 6… g5-d8, то дамки 7-м ходом сразу занимают 2-й тройник.

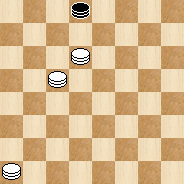
7-й ход дамок

Делают они это согласно правилу:
 В нашем случае делаем ход 7.d6-f4.

#### Построение окончательной позиции
После того, как одиночка перейдёт на косяк, дамки занимают 2-й тройник, строя треугольник Петрова. Если 7… g5-d8, то 8.c5-e3, а если 7… g5-h4, то 8.d6-f4.
Если одиночка 6-м ходом покинула тройник, то 8-м ходом дамка на большой дороге делает ход, становясь на поле c3 или f6, строя треугольник Петрова. В нашем случае 8.a1-c3.

#### Ловля одиночки

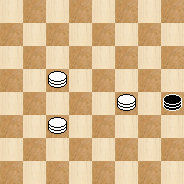
Треугольник Петрова

После построения окончательной позиции одиночка может занимать только углы косяка. В нашем случае у одиночки два хода — 8… h4-d8 и 8… h4-e1.
- Одиночка на поле d8: 9.c3-a5 d8-f6 10.c5-e7 f6:d8 11.f4-c7 d8:b6 12.a5:d8x или 9.f4-d2 (этот ход предложил сам Монтеро[3]) и если:

1. 9… d8-a5, то 10.d2-e1 a5:d2 11.e1:c3x;
2. 9… d8-c7, то 10.c5-b6 c7:a5 11.d2-e1 a5:d2 12.e1:c3x;
3. 9… d8-h4, то 10.c5-f2 h4:e1 11.c3-a5 e1:c3 12.a5:e1x.

- Одиночка на поле e1: 9.c3-a5 e1-h4 10.c5-f2 h4:e1 11.f4-d2 e1:c3 12.a5:e1x или 9.f4-d2 e1-h4 10.c5-f2 h4:e1 11.c3-a5 e1:c3 12.a5:e1x.

Если в окончательной позиции ход дамок, то выигрыш достигается на ход позже: 9.f4-d2 h4-e1 10.c5-d4 e1-h4 11.d4-f2 h4:e1 12.c3-a5 e1:c3 13.a5:e1x.

### Дамка на большой дороге на поле d4 или e5
В этом случае, за 5 ходов, надо расположить все 3 дамки на одном двойнике так, что бы одна из них была на ключевом поле. 

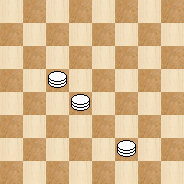
Треугольник Петрова. Дамка на большой дороге на поле d4 или e5.

После этого дамки 6-м ходом занимают угол двойника той дамкой, которая не стоит на ключевом поле. В данном случае 6.f2-g1. Одиночка не может помешать занять 2-й двойник. Если она займёт угол h2, то немедленно проиграет — 7.c5-b6 h2-g3 8.b6-c7 и 9.g1-h2x. После занятия 2-го двойника ходом 7.g1-h2 дамка на большой дороге 8-м ходом занимает любой угол большой дороги и мы получаем позицию после 8-го хода треугольника Петрова. Однако в этом случае есть альтернативный способ занятия тройников. Для этого дамка из угла двойника 8-м ходом встаёт рядом с дамкой на ключевом поле, в нашей позиции 8.h2-d6. Одиночка вынуждена покинуть тройник, иначе проиграет на ход быстрее. Она не может находится на поле c1 из-за 9.d4-b2 и 10.d6-f8x. Аналогично нельзя занимать поле h6 из-за 9.d4-g7 и 15.c5-a3x. Если же она занимает поле d2 или g5, то дамки строят крюк треугольника Петрова ходом 9.d4-f6, если одиночка на поле d2 или ходом 9.d4-c3, если одиночка на поле g5. Поскольку крюк треугольника Петрова построен 9-м, а не 10-м ходом, то дамки выигрывают за 14 ходов, а не за 15. Поэтому лучшая защита для одиночки покинуть тройник и перейти на косяк. Дамки занимают 2-й тройник ходом  9.d6-f4, строя центральную кривую. 

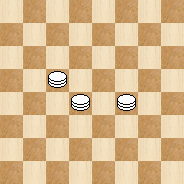
Центральная кривая

После этого хода одиночка может находиться только в углах косяка.
Рассмотрим, как дамки могут выиграть при различных положениях одиночки:
- Одиночка на поле a5: 10.d4-f6 — построен треугольник Петрова.
- Одиночка на поле d8: 10.d4-e5 и если:

1. 10. … d8-a5, то 11.e5-f6 — построен треугольник Петрова;
2. 10. … d8-h4, то 11.e5-c3 — построен треугольник Петрова.

- Одиночка на поле e1: 10.c5-e7 — построен идеальный треугольник Чирьева. Белые выигрывают за 4 хода[7].
- Одиночка на поле h4: 10.d4-c3 — построен треугольник Петрова.